# 石川県道303号柏木穴水線
石川県道303号柏木穴水線（いしかわけんどう303ごう かしわぎあなみずせん）は、石川県鳳珠郡能登町柏木から、同県鳳珠郡穴水町に至る一般県道（石川県道）である。珠洲道路の一部を構成し、能登空港への接続道路でもある。

## 概要
- 起点：石川県鳳珠郡能登町字柏木5字237番4地先（＝石川県道26号珠洲穴水線交点）
- 終点：石川県鳳珠郡穴水町字此木4字32番1地先（＝此木交差点、のと里山海道・能越自動車道 穴水インターチェンジ、石川県道1号七尾輪島線（石川県道7号穴水門前線重複）交点）

## 歴史
- 1997年（平成9年）12月12日：路線認定。

## 主な接続道路

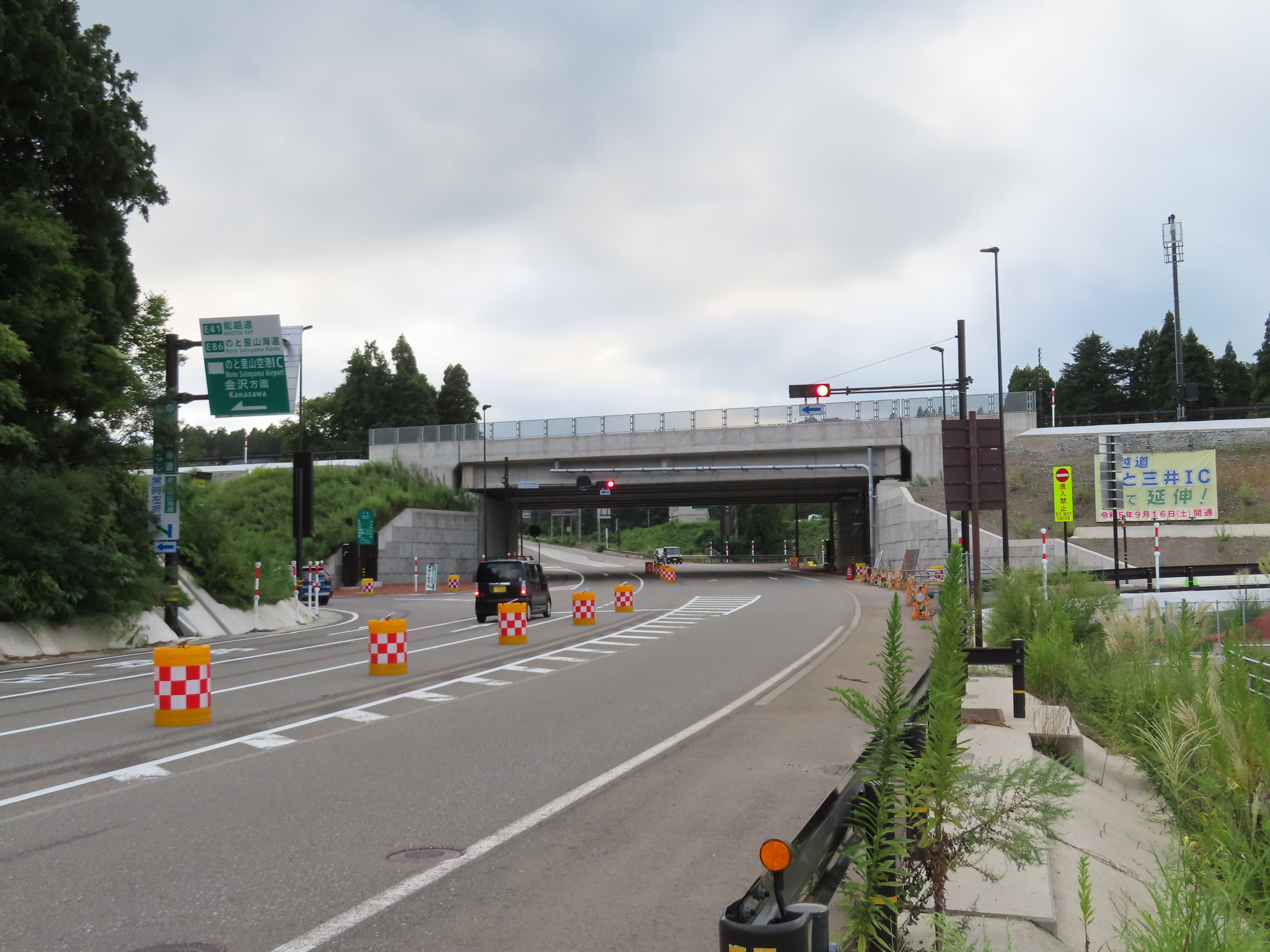
能越自動車道と接続するのと里山空港インターチェンジ

- 石川県道26号珠洲穴水線（鳳珠郡能登町柏木：起点）
- 石川県道271号漆原下出線（輪島市三井町洲衛・洲衛交差点）
- 能越自動車道のと里山空港IC（輪島市三井町洲衛）
- のと里山海道・能越自動車道穴水IC、石川県道1号七尾輪島線（石川県道7号穴水門前線起点）（鳳珠郡穴水町此木・此木交差点：終点）

## 通過する自治体
- 石川県
  - 鳳珠郡能登町 - 輪島市 - 鳳珠郡穴水町

## 道の駅
- のと里山空港（輪島市）